# NWA Canadian Heavyweight Championship
Con NWA Canadian Heavyweight Championship si intendono una serie di titoli di wrestling con lo stesso nome, utilizzati da diverse federazioni canadesi membri della National Wrestling Alliance (NWA) a partire dal 1978. Nel corso degli anni la NWA ha riconosciuto un totale di tre titoli con questo nome.

## Storia
A partire dalla fine dell'800 nel Canada era in vigore un generico Candian Heavyweight Championship, promosso localmente fino al 1973, ma mai formalmente riconosciuto dalla NWA. A partire dagli anni '10 il titolo ebbe diverse suddivisioni regionali, non essendo presente un organismo a governarlo: nel 1913 in Québec fu promossa una diversa versione del titolo e un anno più tardi anche la Columbia Britannica e il territorio tra Alberta e Saskatchewan adottarono ognuno un proprio titolo. 
La NWA riconobbe ufficialmente un primo NWA Canadian Heavyweight Championship solo nel 1978, con il titolo che fu ripreso dalla versione della Columbia Britannica e fu promosso principalmente dalla Maple Leaf Wrestling, attiva nella zona di Toronto. Questo titolo fu disattivato nel 1984, quando la Maple Leaf fu acquistata dalla World Wrestling Federation. Intanto nel 1982 il territorio della All Star Wrestling, attivo a Vancouver, iniziò a promuovere una sua versione del titolo, che rimase attiva fino a quando la ASW lasciò la NWA nel 1985. 
Un altro titolo con questo nome apparve nel 1998 nel territorio della Elite Canadian Championship Wrestling (ECCW), attivo principalmente in Columbia Britannica. La ECCW nel 2012 lasciò la NWA, con questa che smise di riconoscere il titolo, ma questo continuò ad essere promosso dalla federazione canadese come ECCW Canadian Heavyweight Championship.

## Versioni del titolo
| Data creazione | Data cessazione | Territorio | Modalità di termine                                                          |
| -------------- | --------------- | ---------- | ---------------------------------------------------------------------------- |
| 1978           | 1984            | Toronto    | Chiusura della federazione                                                   |
| 1982           | 1985            | Vancouver  | Abbandono della NWA e sostituito dall'UWA Canadian Heavyweight Championship  |
| 1998           | 2012            | ECCW       | Abbandono della NWA e sostituito dall'ECCW Canadian Heavyweight Championship |